# Моррис, Ян
Ян Моррис, CBE, FRSL (англ. Jan Morris; имя при рождении Джеймс Моррис (англ. James Morris); 2 октября 1926 — 20 ноября 2020) — валлийский историк и писательница-путешественница. Она особенно известна трилогией Pax Britannica (1968—1978), работами по истории Британской империи, а также портретами городов, в частности, Оксфорда, Венеции, Триеста, Гонконга и Нью-Йорка. Ян — транс-женщина, и до 1972 года, до момента совершения перехода, она публиковалась под именем Джеймс.

## Карьера
После войны Моррис писала для газеты «Таймс», а в 1953 году была ее корреспондентом, сопровождая британскую экспедицию на Джомолунгму. Моррис сообщила об успехе Хиллари и Тенцинга в зашифрованном сообщении для газеты, и по счастливому стечению обстоятельств новость была выпущена утром на коронации Елизаветы II.
В 1956 году Моррис, делая репортаж с Кипра о Суэцком кризисе для The Guardian, представила первое «неопровержимое доказательство» сговора между Францией и Израилем во время вторжения на египетскую территорию, опросив пилотов ВВС Франции, которые подтвердили, что они действовали в поддержку израильских сил.
Моррис выступала против Фолклендской войны.

## Биография
Моррис родилась в Англии. Её мать — англичанка, а отец — валлиец. Она получила образование в колледже Лансинг в Западном Суссексе и в Крайст-черче в Оксфорде, и считает себя валлийкой.
На заключительных этапах Второй мировой войны Моррис служила в 9-м Её Величества Королевском Уланском полку, а в 1945 году была отправлена в Свободную территорию Триест.
В 1949 году Моррис женилась на Элизабет Такнисс, дочери чайного плантатора; у них было пятеро детей, в том числе поэт и музыкант Twm Morys. Один из их детей умер в младенчестве.
В 1964 году Моррис начала коррекцию пола. В 1972 году Моррис отправилась в Марокко, чтобы хирург Жорж Буру сделал ей операцию по коррекции пола, потому что врачи в Великобритании отказались проводить эту операцию, пока Моррис и Такнисс не развелись, чего Моррис на тот момент не хотела. Позже они развелись, но остались вместе.
Моррис подробно рассказала о своем переходе в книге «Conundrum» — своей первой книге под новым именем и одной из первых автобиографий, в которых обсуждалась личная история коррекции пола.

## Награды
Моррис получила звание почетного доктора наук в Уэльском университете и в Университете Гламоргана, звание почетного члена Крайст-Черч в Оксфорде и стала членом Королевского литературного общества. В 1996 году она получила Glyndŵr Award за выдающийся вклад в искусство Уэльса.
В 1999 году она стала кавалером ордена Британской империи, но в душе является валлийским националистом-республиканцем.
В 2005 году она получила премию Golden PEN от английского ПЕН-клуба за «выдающееся заслуги перед литературой».
В январе 2008 года «Таймс» назвал ее 15-м величайшим британским писателем со времен войны.
Она фигурирует в списке Пинк ведущих Уэльских ЛГБТ-представителей.
В 2018 году она получила премию Эдварда Стэнфорда за выдающийся вклад в написание книг о путешествиях.
В 2016 году в интервью BBC она сказала Майклу Пейлину, что ей не нравится, когда ее называют писателем-путешественником, поскольку ее книги не посвящены движению и путешествиям; они о местах и людях.